# Karl Schmid
Karl Schmid, švicarski veslač, * 29. junij 1910, † 14. maj 1998.
Schmid je za Švico nastopil na Poletnih olimpijskih igrah 1936 v Berlinu. Švicarski četverec s krmarjem, v katerem je veslal je takrat osvojil srebrno medaljo, četverec brez krmarja, v katerem je prav tako veslal je osvojil bronasto medaljo, osmerec pa je osvojil šesto mesto.